# Olympische Sommerspiele 1920/Segeln
Bei den VII. Olympischen Sommerspielen 1920 in Antwerpen wurden in der Nordsee vor Oostende 14 Wettbewerbe im Segeln ausgetragen, zehn mehr als 1912.
Zwei Wettbewerbe (8,5-Meter-1919, 9-Meter-1907) fanden mangels Teilnehmern nicht statt. Nur eines der teilnehmenden Boote, das zweite belgische in der 6-Meter-Klasse Typ 1907, gewann keine Medaille. Sechs Goldmedaillen wurden an skandinavische Boote vergeben, die in ihren Klassen keine Mitbewerber hatten.

## 12-Fuß-Dinghy

12-Fuß-Dinghy

| Platz | Land | Athleten                                      |
| ----- | ---- | --------------------------------------------- |
| 1     | NED  | Beatrijs III Cornelis Hin Frans Hin Johan Hin |
| 2     | NED  | Petrus Beukers Arnoud van der Biesen          |
| 3     | -    | -                                             |

## 18-Fuß-Dinghy NICHT OLYMPISCH
| Platz | Land | Athleten                        |
| ----- | ---- | ------------------------------- |
| 1     | GBR  | Thomas Hedberg Francis Richards |
| 2     | -    | -                               |
| 3     | -    | -                               |

Diese Medaille wird laut IOC nicht anerkannt

## 30-m²-Klasse

30-m²-Klasse

| Platz | Land | Athleten                                                |
| ----- | ---- | ------------------------------------------------------- |
| 1     | SWE  | Kullan Gösta Bengtsson Gösta Lundquist Rolf Steffenburg |
| 2     | -    | -                                                       |
| 3     | -    | -                                                       |

Es gab nur eine teilnehmende Yacht.

## 40-m²-Klasse
| Platz | Land | Athleten                                                          |
| ----- | ---- | ----------------------------------------------------------------- |
| 1     | SWE  | Sif Tore Holm Yngve Holm Axel Rydin Georg Tengvall                |
| 2     | SWE  | Elsie Percy Almstedt Erik Mellbin Gustaf Svensson Ragnar Svensson |
| 3     | -    | -                                                                 |

40-m²-Klasse

Beide Yachten kamen aus Schweden, zwischen denen es keinen wirklichen Wettkampf auf dem Wasser gab. Die Regatta bestand aus drei Wettfahrten. In der ersten wurden beide teilnehmenden Yachten Sif und Elsie disqualifiziert, da sie nicht den korrekten Kurs gesegelt waren. In der zweiten Wettfahrt gewann Sif, da Elsie Probleme mit ihrer Takelage hatte und die Wettfahrt nicht beenden konnte. Elsie konnte diese Probleme bis zur dritten Wettfahrt nicht beheben und deshalb nicht starten. So segelte Sif allein den Kurs ab und gewann die Goldmedaille.

## 6-Meter-Klasse Typ 1919
| Platz | Land | Athleten                                                      |
| ----- | ---- | ------------------------------------------------------------- |
| 1     | NOR  | Jo Andreas Brecke Paal Kaasen Ingolf Rød                      |
| 2     | BEL  | Tan-Fe-Pah Charles Van Den Bussche Léon Huybrechts John Klotz |
| 3     | -    | -                                                             |

6-Meter-Klasse Typ 1919

Es nahmen nur zwei Yachten teil. In dem ersten Rennen konnte Jo nicht starten wegen eines Schadens ihres Topmastes, während Tan-Fe-Pah den Kurs absegelte. Aber Jo gewann die beiden letzten Rennen und damit die Goldmedaille.

## 6-Meter-Klasse Typ 1907

6mR 1907 (links) 6mR 1919 (rechts)

| Platz | Land | Athleten                                                         |
| ----- | ---- | ---------------------------------------------------------------- |
| 1     | BEL  | Frédéric Bruynseels Émile Cornellie Florimond Cornellie          |
| 2     | NOR  | Marmi II Leif Erichsen Andreas Knudsen Einar Torgersen (Skipper) |
| 3     | NOR  | Stella Henrik Agersborg Einar Berntsen Trygve Pedersen           |
| 4     | BEL  | Louis Depière Raymond Bauwens Willy Valcke                       |

## 6,5-Meter-Klasse

6,5-Meter-Klasse

| Platz | Land | Athleten                              |
| ----- | ---- | ------------------------------------- |
| 1     | NED  | Bernard Carp Joop Carp Petrus Wernink |
| 2     | FRA  | Robert Monier Félix Picon Albert Weil |
| 3     | -    | -                                     |

## 7-Meter-Klasse
| Platz | Land | Athleten                                                           |
| ----- | ---- | ------------------------------------------------------------------ |
| 1     | GBR  | Ancora Robert Coleman William Maddison Cyril Wright Dorothy Wright |
| 2     | NOR  | Fornebo Sten Abel Christian Dick Johan Faye Niels Nielsen          |
| 3     | -    | -                                                                  |

Es gab nur zwei teilnehmende Yachten. Die britische Yacht Ancora verlor das erste Rennen gegen die norwegische Fornebo, gewann aber die letzten zwei Rennen und erhielt damit die Goldmedaille.

## 8-Meter-Klasse Typ 1919

8mR 1907 (links) 8mR 1919 (rechts)

| Platz | Land | Athleten                                                                                         |
| ----- | ---- | ------------------------------------------------------------------------------------------------ |
| 1     | NOR  | Sildra Thorleif Kristoffersen Magnus Konow (Skipper) Reidar Martiniuson Ragnar Vik               |
| 2     | NOR  | Lyn Jens Salvesen (Skipper) Finn Schiander Lauritz Schmidt Nils Thomas Ralph Tschudi             |
| 3     | BEL  | Antwerpia V Willy de l’Arbre Albert Grisar Georges Hellebuyck Léopold Standaert Henri Weewauters |

## 8-Meter-Klasse Typ 1907
| Platz | Land | Athleten                                                                                     |
| ----- | ---- | -------------------------------------------------------------------------------------------- |
| 1     | NOR  | Irene Thorleif Holbye Alf Jacobsen Kristoffer Olsen Carl Ringvold sr. (Skipper) Tellef Wagle |
| 2     | -    | -                                                                                            |
| 3     | -    | -                                                                                            |

Es nahm nur die norwegische Yacht Irene an der Regatta teil.

8mR 1907 (links) 8mR 1919 (rechts)

## 10-Meter-Klasse Typ 1907

10-Meter-Klasse (10mR)

| Platz | Land | Athleten |
| ----- | ---- | --- |
| 1     | NOR  | Eleda Erik Herseth (Skipper) Sigurd Holter Gunnar Jamvold Peter Jamvold Claus Juell Ingar Nielsen Ole Sørensen |
| 2     | -    | - |
| 3     | -    | - |

Es gab nur eine teilnehmende Yacht.

## 10-Meter-Klasse Typ 1919
| Platz | Land | Athleten |
| ----- | ---- | --- |
| 1     | NOR  | Mosk II Charles Arentz (Skipper) Otto Falkenberg Robert Giertsen Willy Gilbert Halfdan Schjøtt Trygve Schjøtt Arne Sejersted |
| 2     | -    | - |
| 3     | -    | - |

Es gab nur eine teilnehmende Yacht.

## 12-Meter-Klasse Typ 1907

12-Meter-Klasse Typ 1907

| Platz | Land | Athleten |
| ----- | ---- | --- |
| 1     | NOR  | Atlanta Halvor Birkeland Rasmus Birkeland Lauritz Christiansen Halvor Møgster Hans Næss Henrik Østervold (Skipper) Jan Østervold Kristian Østervold Ole Østervold |
| 2     | -    | - |
| 3     | -    | - |

## 12-Meter-Klasse Typ 1919

Bootsklassen bei den Olympischen Spielen 1920, Größenverhältnisse

| Platz | Land | Athleten |
| ----- | ---- | --- |
| 1     | NOR  | Heira II Johan Friele (Skipper) Arthur Allers Martin Borthen Kaspar Hassel Egill Reimers Christen Wiese Erik Ørvig Olaf Ørvig Thor Ørvig |
| 2     | -    | - |
| 3     | -    | - |